# Жабай (село)
Жабай (каз. Жабай, до 2018 г. — Миновка) — село в Целиноградском районе Акмолинской области Казахстана. Входит в состав Софиевского сельского округа. Код КАТО — 116671400.

## География
Село расположено в восточной части района, на расстоянии примерно 71 километров (по прямой) к северо-востоку от административного центра района — села Акмол, в 11 километрах к востоку от административного центра сельского округа — села Софиевка.
Абсолютная высота — 361 метров над уровнем моря.
Ближайшие населённые пункты: село Софиевка — на западе, село Приречное — на севере.
Западнее села проходит автодорога республиканского значения — Р-4 «Астана — Ерейментау — Шидерты».

## Население
В 1989 году население села составляло 103 человек (из них русские — 28%, немцы — 23%, казахи — 22%).

В 1999 году население села составляло 49 человек (29 мужчин и 20 женщин). По данным переписи 2009 года, в селе проживало 69 человек (41 мужчина и 28 женщин).
| Численность населения | Численность населения | Численность населения |
| 1989                  | 1999                  | 2009                  |
| --------------------- | --------------------- | --------------------- |
| 103                   | ↘49                   | ↗69                   |